# Freund Tamás
Freund Tamás (Zirc, 1959. június 14. – ) Széchenyi-díjas magyar neurobiológus, egyetemi tanár, a Magyar Tudományos Akadémia rendes tagja, 2014 és 2020 között élettudományi alelnöke, 2020 júliusától az MTA elnöke. A biológiai tudomány doktora, az agykéreg működésének nemzetközi hírű tudósa.

## Élete
Egyetemi tanulmányait a szegedi József Attila Tudományegyetem biológus szakán kezdte 1978-ban, majd egy évvel később átkerült a budapesti Eötvös Loránd Tudományegyetem biológus szakára, ahol 1983-ban szerzett biológus diplomát. Egyetemi doktori disszertációját 1984-ben védte meg.
Diplomájának megszerzése után a SOTE I. Számú Anatómiai Intézetének tudományos ösztöndíjasa, majd tudományos munkatársa volt. 1990-ben az MTA Kísérleti Orvostudományi Kutatóintézetéhez (KOKI) került osztályvezetőként, 1994-ben az intézet helyettes igazgatójává, 2002-ben pedig annak igazgatójává nevezték ki. Kutatóintézeti állása mellett 2003-ban a Pázmány Péter Katolikus Egyetem Neurobiológiai Tanszékének tanszékvezető egyetemi tanárává nevezték ki. Az Oxfordi Egyetemen 1981 és 1988 között összesen négy évig volt vendégkutató, egyetemi hallgató korában tudományos ösztöndíjasként, majd főmunkatársként. Vendégkutató volt a Lundi Egyetemen, a San Diegó-i és a Los Angeles-i Kaliforniai Egyetemen, a Freiburgi Egyetemen, valamint a párizsi Pasteur Intézetben.
1986-ban védte meg a biológiai tudományok kandidátusi, 1992-ben akadémiai doktori értekezését. 1998-ban a Magyar Tudományos Akadémia levelező, majd 2004-ben rendes tagjává választották. Az MTA Neurobiológiai Bizottságának tagja, 1997 és 2002 között elnöke. 2014-ben az akadémia élettudományi alelnökévé választották. Választott tagja az Európai Akadémiának, az Európai Művészeti és Tudományos Akadémiának és a Leopoldina Német Természettudományos Akadémiának. Több nemzetközi neurobiológiai szervezet vezetőségi tagja volt. 1998 és 2003 között az Idegtudományi Világszövetség közép-és kelet-európai regionális bizottságának elnökeként, valamint 2004 és 2006 között az Európai Idegtudományi Társaságok Szövetségének elnökeként is tevékenykedett. A Neuroscience, az Experimental Brain Research, a European Journal of Neuroscience, a Hippocampus, az Experimental Neurobiology, a Journal of Chemical Neuroanatomy és a Brain Structure and Function című nemzetközi szakfolyóiratok szerkesztőbizottságainak tagja.
2013 februárjában José Manuel Barrosónak, az Európai Bizottság elnökének Tudományos és Technológiai Tanácsadó Testületébe (Science and Technology Advisory Council) választották, mely Testület összesen nyolc ülést élt meg és Barroso mandátumának lejártával, 2014 végén meg is szűnt.
2020. július 7-én Freund Tamást választották a Magyar Tudományos Akadémia élére, aki a leköszönő Lovász Lászlót váltotta az elnöki poszton.

## Munkássága
Elsősorban az agykéreg működését kutatja. Kutatócsoportja olyan betegségek neurobiológiai kérdéseivel foglalkozott, mint az epilepszia, az oxigénhiányos agykárosodás, szorongás és a Parkinson-kór. Eredményei alapján lehetővé vált a hippokampuszban zajló számos fiziológiai és patofiziológiai folyamat értelmezése (pl. a memóriafolyamatok két fázisához kapcsolt neuronhálózati aktivitásmintázatok, a théta- és gamma-oszcillációk, illetve az éleshullám-aktivitás kialakulásának neuronhálózati alapjai). Munkatársaival leírták a kannabisz biológiailag aktív anyagának (THC) hatásmechanizmusát az agyban, valamint a kannabinoidokat érzékelő fehérjéken (receptorokon) ható, az agy által termelt anyagok szerepét az idegsejtek közötti kommunikációban. Több mint kétszáz tudományos közlemény, tizenkét könyvfejezet szerzője vagy társszerzője.
Csoportjával jelentős eredményeket ért el a hippocampus gátló interneuronjainak megismerésében. Freund Tamás, az 1980-as és 90-es években e gátlósejtekről felhalmozódott irodalom alapján Buzsáki György társszerzőségével, 1996-ban egy olyan összefoglaló monográfiát írt, mely alapműve lett a hippocampális szakirodalomnak.
Az idegsejthálózatok szerkezetének felderítése mellett a kutatásaik egyik fő irányvonalában a hippocampális agyhullámok keletkezésének a megértése volt. Ezek a szinkron idegi működések más-más agyi tevékenységhez kapcsolódnak. A sejt- és hálózatszintű vizsgálatok megállapították, hogy a figyelemmel, a rövidtávú memóriával kapcsolatos ún. gamma oszcillációkat, és a memórianyomok bevésésért felelős ún. éleshullám aktivitásokhoz társuló fodor (ripple) aktivitást ugyanaz az idegsejthálózat hozza létre. A serkentő fősejtekből és a gátló, gyorsan tüzelő kosársejtekből álló idegsejthálózat elemei közti jelátvitel hatékonysága és serkenthetőségének mértéke szabja meg, hogy mikor jelenik meg gamma oszcilláció és mikor fodoraktivitás az adott hálózatban. Ezek a kutatások segítettek megérteni, hogy a tanulás egyes fázisaiban milyen szerepét töltenek be a különböző agyhullámok.
Alapvető felfedezéseket tett a hippocampus kéreg alatti beidegzését illetően is. Társaival felfedezték hogy a gátló septo-hippocampalis neuronok célzottan idegeznek be bizonyos hippocampális gátló interneuronokat (Freund & Antal, Nature, 1988), s ez sarokköve lett a hippocampális agyhullámok jobb megértésének.
Munkatársaival számos alapvető felfedezést tettek az septo-hippocampális rendszer agytörzsi szabályozását illetően is. 1990-ben leírták, hogy az agytörzsi median raphe szerotonerg rostok célzottan idegzik be a hippocampális interneuronok egy bizonyos populációját (Freund et al., PNAS, 1990). Varga Viktorral és munkatársaikkal leírták, hogy az agytörzsi median raphe területéről érkező glutamaterg rostok gyors jelátvitellel képesek befolyásolni a hippocampális idegsejteket (Varga et al., Science, 2009). Ezen eredményeik közelebb vittek bizonyos neuropszichiátriai kórképek hátterében álló jelenségek feltárásához.
Nyiri Gábor és munkatársaival az agytörzsi median raphe területén felfedeztek egy új serkentő sejttípust, amely alapvető szerepet játszik a negatív élmények feldolgozásában és annak vezérlésében, mely segített megérteni a median raphe szerepét a hangulati élet szabályozásában (Szőnyi et al, Science, 2019). Szintén Nyiri Gábor munkacsoportjával az agytörzsi incertus területén felfedezték, hogy azok gátló sejtjei a hippocampális interneuronok egy bizonyos csoportját célozva képesek a memória nyomok rögzítésének befolyásolására (Szőnyi et al., Science, 2019).
Freund Tamás rendkívül sikeres interneuron-kutatásainak egyik oldalága is több évtizedes önálló kutatási programmá fejlődött, amelynek keretében Katona István és más hazai, valamint nemzetközi munkatársaival közösen felderítették az endokannabinoid-rendszer működési mechanizmusát. Egy véletlen konferenciatalálkozás a neves kannabinoidkutató Ken Mackie professzorral, 1997-ben lehetőséget teremtett egy addig kevéssé ismert interneurontípus alaposabb vizsgálatára. Felfedezték ugyanis, hogy az úgynevezett kolecisztokinin (cholecystokinin)-tartalmú GABAerg gátlósejtek idegvégződéseiken nagy mennyiségben tartalmazzák a CB1 kannabinoid receptort, amely a marihuána aktív hatóanyagának az elsődleges receptora. Később kiderült, hogy ez egy általános molekuláris eloszlási mintázat az idegrendszerben, és a kannabinoid receptor a szimpatikus idegrendszertől az agykéregig a legtöbb idegsejt idegvégződésein megtalálható, ahol alapvető szerepet játszik a nem-hagyományos, úgynevezett retrográd szinaptikus információáramlásban. A visszafele terjedő jelátvitel logikájának megfelelően sikerült munkatársaival igazolniuk, hogy az endokannabinoid molekulát szintetizáló diacil-glicerin lipáz enzim a kémiai szinapszisok posztszinaptikus oldalon található, miközben a jelmolekulát lebontó monoacil-glicerin lipáz enzim vele szemben az idegvégződésekben foglal helyet. Ezek az eredmények segítették felderíteni több idegrendszeri betegség, mint például a szorongás és az epilepszia hátterében álló molekuláris elváltozásokat. Az eredetileg interneuron kutatási programnak induló tudományos munka végül 1999 és 2015 között 52 nemzetközi folyóiratban megjelent eredeti tudományos megfigyelés és koncepció alapjául szolgált az endokannabinoid rendszer témakörében.

## Tudománypolitikai tevékenysége
Freund még az MTA-ITM-vita elején, 2018-ban kilépett a Professzorok Batthyány köréből. Később az Akadémia alelnökeként részt vett az ITM-mel folytatott szakmai egyeztető tárgyalásokban, következetesen képviselve azt az akadémiai szakmai álláspontot, hogy a kutatóhálózat a tervezett átszervezés után az MTA-n belül maradjon.
A kutatóhálózat végül kikerült az MTA irányítása alól, amelynek Irányító Testületében Lovász László az MTA elnökének felkérésére vállalta a tagságot. Sikerült elérnie, hogy javaslatát, mely arra vonatkozott, hogy a kutatóintézetek megszüntetéséhez és újak felvételéhez kétharmados szavazati többségre legyen szükség, elfogadta az Irányító Testület.
2019 októberében a sajtóban nyilvánosságra kerültek egy levél részletei, amelyet Freund Tamás még 2018 decemberében magánemberként írt Orbán Viktor miniszterelnöknek. A levél teljes tartalma mindmáig (2020. február), ismeretlen a közvélemény előtt. A levél részleteit nyilvánosságra hozó portál szerint arról próbálta meggyőzni a miniszterelnököt, hogy az ITM-et vezető miniszter Palkovics László intézkedéssorozata a „lehető leghatásosabb módja a kutatóhálózat teljes felszámolásának”. A levélben Freund említést tesz a „kormányt folyamatosan kritizáló, gyengén teljesítő, társadalomtudományi kutatócsoportok, intézetek munkatársairól”, ami negatív reakciókat váltott ki a társadalomtudosók körében. Freund az mta.hu-nak adott interjújában, majd pedig az MTA Elnökségének 2019. novemberi ülésén elnézést kért az érintett kutatóktól a félreérthető fogalmazásért.

## Családja
Első felesége Varga Edina festőművész, házasságukból egy leány (Éva, 1985) és egy fiúgyermek (Ádám, 1991) született. Második felesége Müller Ágnes, harmadik felesége Bihari Adél fül-orr-gégész szakorvos.

## Díjai, elismerései
- Krieg Cortical Kudos-díj (1991, 1998)
- Demuth-díj (1991)
- Akadémiai Díj (1997)
- Cajal-érem (1998)
- Kemali Díj, Európai Idegtudományi Fórum, Berlin, 1998
- Ábrahám Ambrus-díj, József Attila Tudományegyetem, Szeged, 1999
- Bolyai János alkotói díj (2000, az első kitüntetett)
- Honoris Causa Pro Scientia Aranyérem, 2003
- Széchenyi-díj (2005)
- Semmelweis Emlékérem (Semmelweis Egyetem, 2007)
- Az Év Ismeretterjesztő Tudósa díj (2007)
- Prima díj (2008)
- The Brain Prize (2011, Koppenhága)
- A Magyar Köztársasági Érdemrend középkeresztje (2011)
- Prima Primissima díj (2013)
- Budapest díszpolgára (2016)[8]
- Hegyvidék díszpolgára (2017)

## Társadalmi szerepvállalása
2018-ban felkérték, hogy Veszprém Európa kulturális fővárosa programjának nagyköveteként népszerűsítse és támogassa az akkor még pályázati szakaszban lévő kezdeményezést. A magyar városok versenyéből végül győztesként került ki Veszprém, így két másik európai város mellett 2023-ban viselheti a címet és megrendezheti az időközben Veszprém-Balaton 2023 (VEB2023) névvel felruházott eseménysorozatot.

## Főbb publikációi
- Tyrosine Hydroxylase-immunoreactive Boutons in Synaptic Contact with Identified Striatonigral Neurons, with Particular Reference to Dendritic Spines (társszerző, 1984)
- GABA-containing Neurons in the Septum Control Inhibitory Interneurons in the Hippocampus (Antal Miklóssal, 1988)
- Selective Vulnerability of the Hippocampus in Brain Ischemia (társszerző, 1991)
- Hippocampal Pyramidal Cells Excite Inhibitory Neurons Via Single Release Sites (társszerző, 1993)
- Interneurons of the Hippocampus (Buzsáki Györggyel, 1996)
- Agykérgi neuronhálózatok szerkezete és működése, MTA, Budapest, 1999, (Székfoglalók a Magyar Tudományos Akadémián)
- Changes in the Views of Neuronal Connectivity and Communication After Cajal – Examples from the Hippocampus (2002)
- Interneuron Diversity Series: Rhythm and Mood in Perisomatic Inhibition (2003)
- Selective Inhibition of 2-AG Hydrolysis Enhances Endocannabinoid Signaling in Hippocampus (társszerző, 2005)
- "...az agy a Teremtő műve...". Freund Tamás agykutatóval beszélget Mezei Károly, Kairosz, Budapest, 2005 (Miért hiszek?)
- Molecular Composition of the Endocannabinoid System at Glutamatergic Synapses (társszerző, 2006)
- Endocannabinoid Signaling as a Synaptic Circuit Breaker in Neurological Disease (társszerző, 2008)
- Fast synaptic subcortical control of hippocampal circuits (társszerző, Science, 2009)
- Bolberitz Pál–Freund Tamás: Hit és tudomány. A reménység végtelen útjain, Éghajlat, Budapest, 2010 (Manréza-füzetek)
- Multiple functions of endocannabinoid signaling in the brain (társszerző, Annual Review of Neuroscience, 2012)
- New insights into the classification and nomenclature of cortical GABAergic interneurons (társszerző, Nature Reviews Neuroscience, 2013)
- Co-transmission of acetylcholine and GABA regulates hippocampal states (társszerző, Nature Communications, 2018)
- Brainstem nucleus incertus controls contextual memory formation (társszerző, Science, 2019)
- Median raphe controls acquisition of negative experience in the mouse (társszerző, Science, 2019)